# Avery Brooks
Avery Brooks (Evansville (Indiana), 2 oktober 1948) is een Amerikaans acteur, regisseur en baritonzanger. Hij is gehuwd met Vicki Lenora, samen hebben ze drie kinderen.

## Carrière
Brooks acteerde een groot deel van zijn carrière in het theater en stond onder meer op Broadway. In 1985 had hij een hoofdrol als zanger in de opera The Life and Times of Malcolm X. Hij werkte ook als leraar en gaf les aan het Oberlin College, de Case Western Reserve University en de Mason Gross School of the Arts.
In 1985 had hij zijn eerste langdurige televisierol in de serie Spenser: For Hire, waar hij 65 afleveringen te zien was. In 1989 volgde er een spin-off, A Man Called Hawk, waar hij de hoofdrol in vertolkte, maar de serie werd na 13 afleveringen gestopt. In 1988 was hij te zien in de televisiefilm Roots: The Gift, een vervolg op de miniserie Roots uit 1977.
In 1993 werd hij gecast als Benjamin Sisko uit de sciencefictionserie Star Trek: Deep Space Nine, een rol die hij zeven jaar en 176 aflevering lang vertolkte. In 1998 acteerde hij tussendoor in de film American History X.

## Jazz
Brooks heeft opgetreden met Butch Morris, Lester Bowie en Jon Hendricks. Hij nam ook een album op met saxofonist James Spaulding, een plaat die een ode was aan de componist en bandleider Duke Ellington.

## Filmografie
- 1985 – 1988 - Spenser: For Hire als Hawk
- 1988 - Roots: The Gift als Cletus (televisiefilm)
- 1989 - A Man Called Hawk als Hawk
- 1993 – 1999 - Star Trek: Deep Space Nine als Captain Benjamin Sisko
- 1998 - American History X als Dr. Bob Sweeney

## Discografie
- James Spaulding Plays the Legacy of Duke Ellington (Brooks zingt vier songs), 1976

- Bibsys: 9003645
- Biblioteca Nacional de España: XX1703449
- Bibliothèque nationale de France: cb140417790 (data)
- Gemeinsame Normdatei: 1030506078
- International Standard Name Identifier: 0000 0000 4524 4771
- Library of Congress Control Number: no96019776
- MusicBrainz: 14754d1a-403a-42ab-8d3b-046354cc4b94
- Nationale Bibliotheek van Israël: 987007350407705171
- Nederlandse Thesaurus van Auteursnamen: 293910375
- SNAC: w6xp7w9j
- Virtual International Authority File: 293890432
- WorldCat: E39PBJfcKjp8Xb8CT3H8MGYtrq